# 天使たちの村
「天使たちの村」（てんしたちのむら、原題："Village of the Angels"）は、イギリスのSFドラマ『ドクター・フー』の第13シリーズ第4話であり、Doctor Who: Flux として知られる六部作エピソードの第4部。2021年11月21日にBBC Oneで最初に放送された。

## 制作
脚本はショーランナーであり製作総指揮のクリス・チブナル、および第12シリーズでもエピソードの脚本を担当したマキシム・アルダートンが執筆した。チブナル以外の脚本家との共著は本シリーズにおいて本作が唯一の例である。本作にはミッドクレジットシーンがあり、これは『ドクター・フー』には通常みられないものである。
本作は第1話「ハロウィーンの黙示録」や第2話「ソンターラン現る」と共に第1ブロックに位置付けられており、監督はジェイミー・マグナス・ストーンが担当した。
本作では13代目ドクター（演：ジョディ・ウィテカー）とヤズミン・カーン（演：マンディップ・ギル）、およびダン・ルイス（演：ジョン・ビショップ）が登場する。ケヴィン・マクナリーはThe Twin Dilemma（1984年）以来、ヴィンセント・ブリンブルはWarriors of the Deep（1984年）以来の出演となる。

## 放送
「天使たちの村」は Flux と題された六部作の物語の第4部として2021年11月21日に放送された。イギリスでのその晩での視聴者数は345万人で、Audience Appreciation Indexは79を記録した。放送から7日間の視聴者数の合計は457万人で、その週のBBC Oneの番組としては8番目、全チャンネルの中では18番目に高い記録を残した。
日本では2022年10月25日にHuluでの第13シリーズの配信が報じられ、11月17日より第5話「宇宙の終わり」および第6話「征服者」と共に配信が開始された。日本語字幕版のみであり、吹替版の配信は無い。

## 批評
| 専門評論家によるレビュー | 専門評論家によるレビュー |
| レビュー・スコア         | レビュー・スコア         |
| 出典                     | 評価                     |
| ------------------------ | ------------------------ |
| ラジオ・タイムズ         | [ 8 ]                    |
| The A.V. Club            | A-                       |
| インデペンデント         | [ 18 ]                   |
| ザ・テレグラフ           | [ 19 ]                   |

ラジオ・タイムズのパトリック・マルケーンは、前話「ポストフラックス」の批判から入り、スリリングなストーリーテリング、素晴らしい演技、驚愕の結末として本作を高く評価した。彼は、スティーヴン・モファットが考案した嘆きの天使をモファット以外の脚本が扱うことの重圧について触れ、また作中の演出・展開について「天使の時間」でのエイミー・ポンド（演：カレン・ギラン）の肉体変化を彷彿とさせるとした。彼はジェリコ教授役のマクナリーの演技を賞賛した後、ドクターが天使になるという衝撃的なクリフハンガーが本作を「石のような冷たい古典」にしたと絶賛した。
The A.V. Club のキャロライン・セイドは、SFのアイディアや魅力的な脇役および緊迫したアクションシーンといった、『ドクター・フー』に必要なすべてが本作に込められていると述べた。彼女はディビジョンに関連するストーリー展開が複雑で呑み込みにくいことを指摘したが、それは今後の2話分で解消可能と判断した。彼女は天使による時間的倒錯性を高く評価したほか、本作の60年代の雰囲気についてクリス・チブナルの単独脚本にはない要素があると綴った。
インデペンデントのイソベル・ルイスは、本作が暫定的に第13シリーズの最高傑作であると主張し、ウィテカーの演技が陰謀に沿いながら巧みに動くことを讃え、本作が古典的な『ドクター・フー』の単発エピソードの雰囲気を持つことを指摘した。彼女は本作が比較的シンプルだったと述べ、第13シリーズの残るエピソードが前話のような混沌とした状態に戻ることを危惧し、レビューを終えた。
ザ・テレグラフのマイケル・ホーガンは、本作についてホラー映画のようで不気味なセッティングがなされていると述べ、スリリングな追走シーンや軽快な会話を認めた。また、田舎でドクターがエイリアンと戦う様は3代目ドクターのシリーズや「ジョン・スミスの恋」（2007年）を想起させるものであったとした。しかし、彼は本作の第3幕でディビジョンがストーリーに絡み始めてから歯車が狂ったと指摘し、大地が切断され宇宙に通じる様子や、1967年と1901年が接続された様子について、グラフィックを高く評価した一方でその実態は意味不明であるとした。また、嘆きの天使が発話したことにより威厳が損なわれたとも指摘した。彼は、3代目ドクターや本作で登場した台詞をなぞり、物語の流れの極性を反転させれば良かったかもしれないと述べ、レビューを締め括った。